# Just de Galilea
Just (Justus, Ἰοῦστος) fou un historiador jueu de Tiberíades a Galilea, contemporani de Flavi Josep, però hostil a aquest historiador. Foci diu que va escriure una crònica dels reis jueus del temps de Moisès fins a la mort d'Herodes. Foci descriu l'estil com a concís però que ometia importants esdeveniments inclosa la història de Crist que fou pràctica comuna de tots els escriptors jueus i no jueus; la seva versió de la guerra que va portar a la destrucció del temple estava manipulada i no responia a fets reals.